# Nibelungowie
Nibelungowie – lud mitycznych karłów z podań germańskich. Mieszkali oni w podziemnym państwie, Nibelheimie, a ich zajęciami były kowalstwo i górnictwo. Lud Nibelungów swoją tetralogią Pierścień Nibelunga rozsławił przede wszystkim niemiecki kompozytor Richard Wagner. W wagnerowskim cyklu z imienia wymieniony jest Alberyk, który w Złocie Renu zdobywa przywództwo nad Nibelungami, oraz jego brat, Mime. Nibelungiem w połowie jest także syn Alberyka – Hagen.